# Сидни (Новая Шотландия)
Сидни (Сидней) — крупный городской квартал и бывший город, расположенный на восточном побережье острова Кейп-Бретон в провинции Новая Шотландия в Канаде, недалеко от устья одноимённой реки. Основанный британцами в 1785 году, он получил статус города в 1904 году и сохранял этот статус до 1 августа 1995 года, когда он был включён в региональный муниципалитет Кейп-Бретон. Являлся столицей колонии острова Кейп-Бретон до 1820 года, когда колонию включили в состав Новой Шотландии, а столицу перенесли в Галифакс.

## История
Поселение Сидни было основано в 1784 году полковником и картографом Джозефом Фредериком Уоллетом Дебарром и названо в честь Томаса Таунсенда, первого виконта Сиднея, который в то время занимал пост государственного секретаря по внутренним делам Великобритании. В ноябре 1784 года возле современного Сидни высадился 600-тонный корабль «Бленхейм», перевозивший группу британских граждан и бывших солдат. К ним присоединилась группа лоялистов из штата Нью-Йорк, бежавшая в Канаду после американской революции . Джозеф Дебарр основал колонию 7 января 1785 года и был избран её первым губернатором.
Между 1784 и 1820 годами Сидни был столицей британской колонии на острове Кейп-Бретон, пока колонию не упразднили и включили в состав соседней Новой Шотландии, с переносом столицы в Галифакс.
В последующие десятилетия город стал развиваться как промышленный центр, сначала благодаря залежам угля, а затем, с начала 20-го века, как центр стальной промышленности . Во время первой и Второй мировой войны Сидни служил важным перевалочным пунктом для прямых морских конвоев в Европу. Порт Сидни было одним из мест, пострадавших в ходе битвы в заливе Святого Лаврентия между 1942 и 1944 годами.

## Экономика

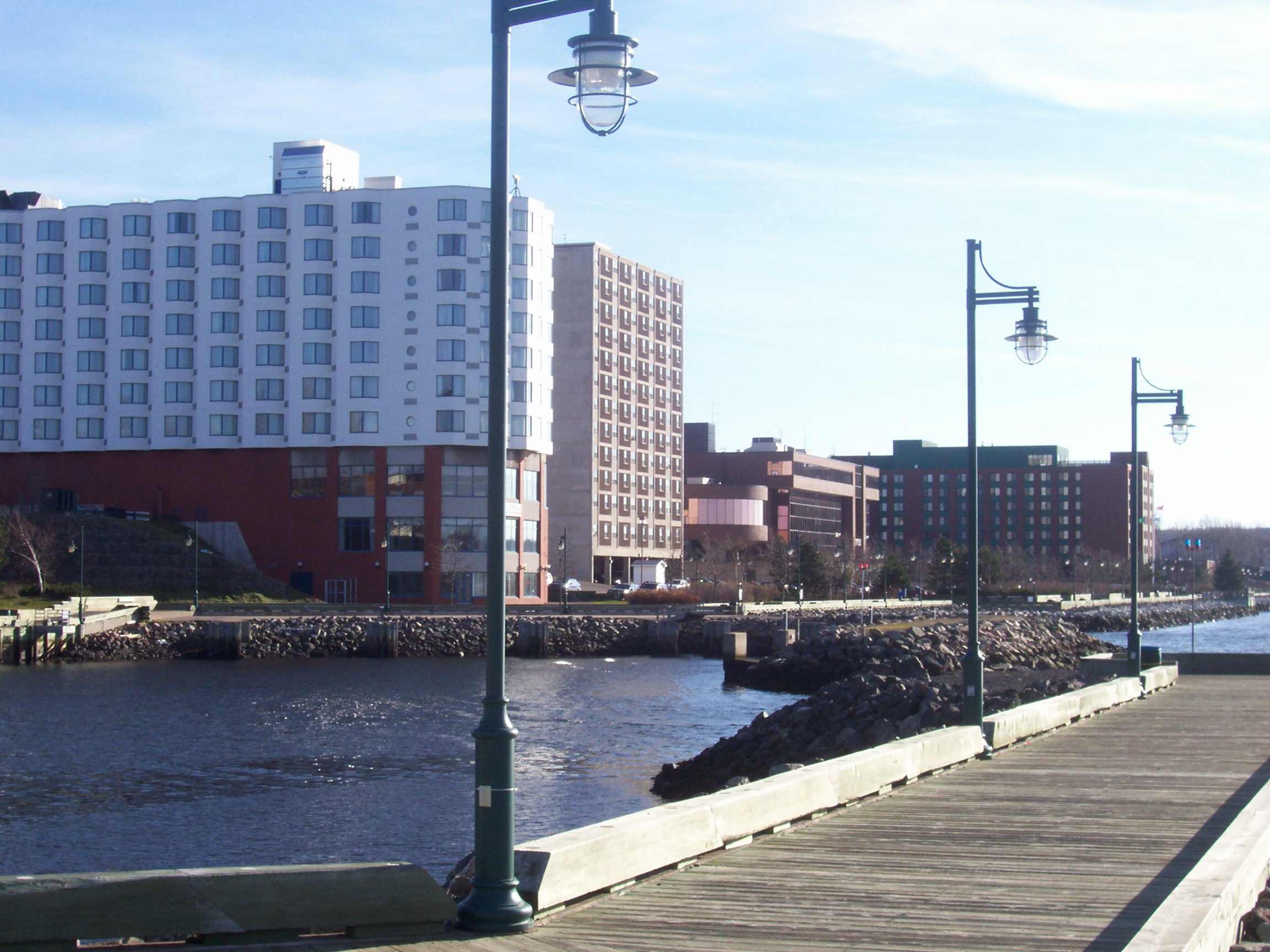
Некоторые здания в Сидни

В начале двадцатого века регион Сидни стал одним из крупнейших центров сталелитейной промышленности Канады . Заводы работали на местных месторождениях угля и контролировалась Dominion Steel and Coal Corporation (DOSCO), где было занято большинство жителей.
После окончания Второй мировой войны горнодобывающая и металлургическая промышленность вступила в период упадка, так что в 1968 году, чтобы сохранить основной источник занятости в регионе, власти национализировали DOSCO, которая продолжала функционировать в течение нескольких десятилетий как Металлургическая корпорация Синди (SYSCO), пока окончательно не закрылась в 2001 году. Эти привело к постепенному сокращению населения города с 1970-х годов. В последние годы большая часть населения работает в колл-центрах поддержки потребителей и в сфере туризма.

## Другие проекты
- Wikimedia Commons contiene immagini o altri file su Sydney